# Тенкина завера
Тенкина завера је била завера коју је заједно са неколико чланова Државног савета у јесен 1857. организовао Стефан Стефановић Тенка са циљем да се убије кнез Александар Карађорђевић. Након откривања неуспеле завере, завереници су најпре осуђени на смрт, па помиловани на доживотну робију. Кнез је искористио заверу као покриће за државни удар у коме је уценама сменио готово све нелојалне чланове Државнога савета. Пошто је кнез био аустрофил опозиција је успела да заинтересује руску, француску и турску дипломатију да се умешају, па је Порта као комесара послала Етем-пашу са циљем да обезбеди поштовање устава. Након Етем-пашине мисије кнез је био приморан да ослободи заверенике и да смењене саветнике врати у Савет. Криза уставобранитељскога режима тада је достигла врхунац.

## Сукоб кнеза и Савета
Између кнеза Александра Карађорђевића и Државнога савета постојало је стално трвење између 1855. и 1857. Након Кримскога рата кнез је водио аустрофилску политику, вежући се за Аустрију, спречавајући русофиле да буду министри. Готово цели Државни савет (сем тројице) био је против кнеза и често су разговарали о томе како треба збацити кнеза.

## Завереници
Неколико саветника (чланова олигархијскога Државнога савета) и председник Врховнога суда заверили су се против кнеза. У заверу против кнеза као главни завереници били су уплетени саветници Стефан Стефановић Тенка, Паун Јанковић и Радован Дамњановић. Павле Станишић и председник Врховнога суда Цветко Рајовић су били у ширем кругу завереника и нису знали све планове. Главни завереници имали су за циљ да убију кнеза Александра Карађорђевића, а они из ширега круга имали су за циљ само да раде на преврату и смени кнеза.

## Завереници добијају новац
Новац за заверу добили су од бившег кнеза Милоша Обреновића. У пролеће 1857. један агент Милоша Обреновића састао се са Стефаном Стефановићем Тенком, који је пристао да ради на збацивању Александра Карађорђевића и довођењу на власт Милоша Обреновића. Говорио им је о могућности доласка европске комисије, која би збацила Карађорђевића са престола. Други Милошев агент др Пацек донио је 5.000 дуката, које је пет завереника међусобно поделило. Тенка се састао и са Милошем.

## Унајмљени убица не извршава план
Главни завереници су након некога времена независно од Милоша одлучили да покушају да се кнеза Александра реше једним атентатом. Најпре су намеравали да отрују кнеза, па је Радован Дамњановић у једној апотеци украо отров. Међутим пошто су променили план Дамњановић је нашао убицу Милосава Петровића и набавио му пушку и лажни пасош. Паун Јанковић је убици дао новац и упутио га у Брестовачку бању где је био кнез, али Милосав није ишао да убије кнеза, него се вратио у Београд и почео да уцењује заверенике и тако им узео 1.000 дуката. Један Милосављев познаник је све пријавио властима.

## Хапшење и спровођење у Гургусовац
Власт је почетком октобра 1857. похапсила заверенике и затворила их у војну болницу и дала војсци на чување. Током суђења доказанао је да су главни завереници намеравали да убију кнеза, а за Цветка Рајовића и Павла Станишића је доказано само да су радили на преврату. Сви завереници били су осуђени на смрт. Кнез је најпре намеравао да потврди пресуду, али због Портине интервенције није смео то да учини, па је помиловао заверенике на доживотну робију у Гургусовачкој кули (Књажевац). Јавност се у почетку гнушала завереника. Приликом спровођења у Гургусовачку кулу у касну јесен спровођени су у ланцима без топле одеће, а ако је неко имао нешто топло то му је скидано. То спровођење изазвало је преокрет, па су почели да их сажаљевају. У Гургусовцу се поступало сурово са осуђенима, па су се о тој тамници шириле страшне приче као о једној мучионици. Спровођењем завереника у Гургусовац кнез је изгубио почетну корист коју је имао од Тенкине завере. Поред тога у тамници је умро Радован Дамњановић.

## Државни удар на Савет
Тенкина завера охрабрила је кнеза на једну врсту државнога удара против Савета. Тражено од шест чланова Савета да поднесу оставке, јер су компромитовани, а ако то не учине да би могли да буду осуђени. Свих шест саветника (Лазар Арсенијевић, Стеван Магазиновић, Јован Вељковић, Стојан Јовановић Лешјанин, Живко Давидовић и Гаврило Јеремић) поднели су оставке 25. октобра 1857. да би избегли робију. Од још једнога саветника су узели оставку, коју су могли сваки час активирати, а Алексу Симића и Илију Гарашанина су сматрали компромитованим. Само су четири саветника била сигурна за свој положај. Уместо десет уклоњених, кнез је довео себи лојалне саветнике. Иако је са новим Саветом могао да своју нову моћ утврди законом, кнез то није учинио.

## Етем-пашина мисија
Вансаветска опозиција је онда одлучила да апелује на Велике силе и укаже да је кнез извршио државни удар. Француска се због сукоба са Аустријом око Италије приближила Русији, па је имала интерес да помогне Русији да се сузбије аустријски утицај у Србији, тј. аустрофилска политика Александра Карађорђевића. Те две силе тражиле су да се умеша Порта, која је дала Турски устав из 1838. Етем-паша је одређен за комесара да извиди ситуацију око кнежевога државнога удара. Порта је била заинтересована да Русија и Француска не одреде европскога комесара, који би пресуђивао, па је имала намеру да измири кнеза и Савет. Етем-паша је ишао толико далеко да је претио кнезу да ће бити смењен, па је кнез 1. априла 1858. помиловао заверенике и предао му их. Кнез је био присиљен да шест збачених саветника врати у Савет. Врло брзо након тога опозиција ће се довољно организовати да крајем 1858. сазове Сентандрејску скупштину, која је збацила кнеза.